# Клячко Марія Михайлівна
Д-р Марія Клячко (14 жовтня 1914 — 20 лютого 2003) — професор, перша жінка у США, яка стала провідним морським істориком цієї країни. Член Ради Морської ліги США та кілької інших наукових асоціацій.

## Життєпис
Народилася у селі Божиків нині Тернопільського району. Батьки Марії Михайло й Олена (з Вітраків) дали її глибоке родинне й релігійне виховання та любов до українського народу. Після закінчення народної школи поступила до учительської семінарії сестер-василіянок у Львові, яку закінчила в 1934 р. Продовжувала навчання у Бельгії, одержала стипендію від Митрополита Андрея Шептицького.
У 1939 році Марія Клячко виїхала з Бельгії до США відвідати батька і вже не повернулася до Європи, бо почалася Друга світова війна. В США викладала в Академії св. Василія на Факс Чейсі, у 1941—1943 роках була директором Українського музею у Стемфорді, потім продовжила навчання, і в 1954 році завершила магістерською працею в Колумбійському університеті, а в 1962 році здобула докторат з політології і міжнародного права за працю «Конкуренція англо-американського флоту 1918—1922».
З того часу займалась науково-дослідною працею при Колумбійському університеті. У 1964—1986 рр. працювала в історично-морському центрі міністерства оборони США. Автор праці про адмірала Вільяма Ш. Бенсона — першого керівника американського флоту (1987). Була активною діячкою Українського Патріархального Товариства і діячкою УГКЦ. Автор документальної праці про Митрополита Шептицького (готується до друку посмертно).
У час, коли українська діаспора жила майже у повній ізоляції від України, у квартирі Марії й Еви Піддубчишин зустрічались визначні особистості з України і української діаспори — науковці, публіцисти, журналісти, богослови, поети, літератори, митці, політичні і церковні діячі. Порушувались питання української мови, літератури, шістдесятників, Української Православної й Української Католицької Церков і багато інших.
Останні роки свого життя Марія присвятила дослідній праці про митрополита Андрея Шептицького. Похована на цвинтарі Святого Духа у Гемптонбурґу (Нью-Йорк).